# 1420
1420 (MCDXX) var ett skottår som började en måndag i den julianska kalendern.

## Händelser

### November
- 25 november – Stillestånd sluts mellan Kalmarunionen och holsteinarna i Flensburg.

### Okänt datum
- Drottning Filippa ges underhållsländer i Mellansverige, med avsikten att de efter drottningens död skall tillfalla det pommerska hertighuset. Detta skall leda till en förstärkt maktposition, för att hålla den svenska stormannakretsen stången.
- Henrik V av England ärver genom fördraget i Troyes den franska tronen. Personalunion mellan de båda rikena.
- Tang Saier utlöser ett uppror mot Mingdynastin i Kina men besegras sedan hon erövrat två städer.

## Födda
- Jon Svalesson Smör, norsk drots 1482–1483.
- Blanka II av Navarra, titulärmonark av Navarra.

## Avlidna
- 9 augusti – Pierre d'Ailly, fransk kardinal
- Elisabet av Pilica, drottning av Polen.